# Galenberg
Galenberg é um município da Alemanha localizada no distrito de Ahrweiler, na associação municipal de Verbandsgemeinde Brohltal, no estado da Renânia-Palatinado.

## População da Cidade
| - 1835 – 122 - 1871 – 108 - 1905 – 127 - 1939 – 147 - 1950 – 149 | - 1961 – 135 - 1970 – 163 - 1987 – 159 - 2002 – 221 - 2005 – 231 |